# Військова хитрість
Військова хитрість — означення військового мистецтва і міжнародного гуманітарного права, під яким мається на увазі сукупність способів ведення бойових дій, які змушують ворога, поводитися необачно або вводять його в оману, чи дозволяють отримати раптову перевагу над противником.
Військова хитрість застосовується на суші, морі та в повітрі, і за досягнутими результатами може мати стратегічне, оперативне та тактичне значення. Водночас, більш глибоко термін «військова хитрість» докорінно відрізняється від терміна віроломства. Військова хитрість на відміну від «віроломства», не порушує жодних законів війни та приписів міжнародного права, оскільки військова хитрість не зловживає довірою протилежної сторони, на яку вона направлена.  Військова хитрість є засадою звичаєвого міжнародного права, цей термін з'явився давно і містився ще в Кодексі Лібера та Брюссельській декларації і кодифікований в Гаазькому положенні. Вона також закріплена у Додатковому протоколі I. Норма, що дозволяє військові хитрощі, присутня у багатьох військових статутах і настановах.

## Суть
З воєнної точки зору «військова хитрість» є творчим використання командним складом і штабами, неочікуваних для противника способів підготовки та ведення військових дій, спрямованих на вирішення військових завдань з невеликими втратами, в найкоротший час.  Іноді термін військова хитрість може використовуватися як відповідник терміну «військове мистецтво» у вузькому його значенні.  У розмовній мові під ним часто мають на увазі звичайний «обман ворога», однак у військовій справі його смисловий зміст набагато ширший, тому що область семантичних значень слова «хитрість» лише частково перетинається зі значеннями слова «обман» (створення помилкових уявлень про що-небудь, введення в оману тощо).  Крім такого значення, під хитрістю маються на увазі майстровитість, винахідливість, хитромудрість, витонченість, майстерне вміння досягти бажаних результатів та інше. Як наслідок, «військова хитрість» розглядається як своєрідна складова військового мистецтва, котра проявляється в ході підготовки до військових дій та під час їх ведення.
Варто зазначити, що «військова хитрість», як складова мистецтва, є проявом розумових здібностей особового складу (рядового та командного), який втілюється у вигляді самобутніх, далекоглядних і незвичних підходах стосовно досягнення поставленої мети якнайкращим чином.  З цього боку «військова хитрість» відзначається такими особистими якостями військовослужбовців, як інтелект, здатність передбачати розвиток подій, наявність бойового досвіду та вміння отримувати з нього уроки, здатність мислити творчо, ухвалювати незвичайні рішення та втілювати їх у життя.

## Приклади військових хитрощів
У Військовому статуті Великої Британії згадуються такі приклади законних військових хитрощів: раптові напади; засідки; помилкові атаки, відступи чи втечі; удавання затишшя; переміщення невеликих сил у великих опорних пунктах; спорудження заводів, мостів тощо, які не передбачається використати; передавання хибних сигналів, відправлення оманливих повідомлень і газет для того, щоби їх перехопив ворог; використання ворожих сигналів, паролів, що передаються по радіо кодованих та інших позивних, а також команд; проведення помилкових військових навчань по радіо на частоті, що легко перехоплюється, коли на місцевості відбуваються значні пересування військ; підроблення переговорів із ненаявними військами чи підкріпленнями; зміна розташування орієнтирів; спорудження хибних аеродромів та макетів літальних апаратів; встановлення макетів гармат чи танків; закладка навчальних мін; зняття нагрудних знаків із форми; переодягання людей з одного підрозділу у форму кількох різних підрозділів для того, щоби військовополонені та загиблі створювали враження присутності більших сил; подавання хибних сигналів із землі, щоби сприяти викиду повітряного десанту чи предметів постачання у ворожому районі, чи змусити літальний апарат противника приземлитися у ворожому районі.

## Найвідоміші випадки застосування військової хитрості в історії

### Друга сирійська кампанія Рамсеса ІІ,Битва при Кадеші
Перед Битвою під Кадешем між Єгипетським і Хетським царствами, фараон Єгипту Рамсес ІІ був обманутий кочівниками-бедуїнами шасу, які були таємними союзниками хетів. Коли він перебував під Кадешем, маючи при собі лише з'єднання Амона і особисту гвардію, бедуїни своїми розповідями переконали фараона в тому, що хети знаходяться в 200 кілометрах від Кадеша, близько Алеппо. Після довгого маршу пустелею Рамсес розбив табір і став чекати підходу інших сил.
Хетти, що знаходилися зовсім недалеко, перейшли річку, котра відділяла їх від єгиптян, і напали на з'єднання Ра, які вже підходили до табору. Сталася велика битва яка закінчилася фактично нічиєю і великими втратами сторін.

### Троянська війна, Штурм Трої
Згідно історичних свідчень під час Троянської війни греки довгий час не могли взяти Трою, отже згодом вирішили піти на хитрість побудувавши величезну скульптуру коня на колесах, в середині якого переховувався невеликий загін греків. Греки подарували скульптуру троянцям а вночі з коня вийшов загін який допоміг грекам успішно штурмувати Трою.

### Битва при Гавгамелах
Під час битви при Гавгамелах між Македонським царем Олександром Македонським і царем Персії  Дарієм ll, Олександр Македонський на початку битви віддав наказ власній кінноті на лівому фланзі бігти рівнобіжно ворогу праворуч, а піхоті наказав взяти за попони коней і бігти за кіньми. Перси не чекали на такий зухвалий маневр і самі почали намагатися дзеркально повторити побудову війська Олександра але в них це погано вийшло піхота втратила стрій і в цю мить Олександр особисто повів в бій кращий свій підрозділ щоби завдати удару саме в те місце де був Дарій, але розпорошені підрозділи персів не витримали потужного удару і македонські війська прорвалися до Дарія, який почав тікати. У війську персів яке побачило що цар тікає, стався безлад. До того ж Перська армія не могла керуватися ніким іншим крім царя, отже втративши царя перська армія по суті перестала існувати як організована сила.

### Друга Пунічна війна,Облога Сиракуз (214—212 до н. е.)
Під час облоги Сиракуз військами Давнього Риму війська Сіракуз за розпорядженням Архімеда нібито застосували дзеркала з бронзи для того щоби спалити римські кораблі, і крани для того щоб їх перевертати, але все ж дослідниками береться під сумнів можливість підпалити  судно в бою за допомогою зосередження сонячних променів, вірогіднішою вважається версія що дзеркала засліплювали нападників. Після двох років спроб штурму, римлянам таки вдалося взяти місто але не в останню чергу завдяки зрадникам серед мешканців міста.

### Римсько-германські війни,Битва в Тевтобурзькому лісі
Під час битви в Тевтобурзькому лісі армія германських племен зробила засідку вздовж дороги, вона приховалася в лісових насадженнях і в засідку потрапила римська армія. В ході атаки германці знищили 3 римські легіони.

### Арабські завоювання,Битва при Пуатьє
Перед битвою між військами Омеядського Халіфату і Франкської держави, командувач військами франків майордом Карл Мартел (Карл «Молот») розуміючи чисельну перевагу військ Халіфату і те що його військо складається з кінноти, розмістив свою переважно піхотну армію в лісі що дало перевагу піхоті і приховало переміщення франкських підрозділів. Після початку вирішальної битви, Карл Мартел направив підрозділ в табір арабів в якому зберігалися награбовані арабами цінності і раби, підрозділ захопив табір звільнив рабів і почав вивозити цінності. Коли до військ Халіфату дійшли відомості про грабунок награбованих цінностей, значна кількість арабських бійців вийшла з битви та попрямувала до табору, відхід частини бійців до табору зчинив паніку і розбрат в мусульманському таборі, у підсумку це призвело до розгрому військ Халіфату і спасінням Європи від наступу мусульман..

### Похід князя Олега на Царгород
Великий князь Київської Русі Олег під час походу на Царгород, після невдалих спроб взяти місто наказав прикріпити колеса до кораблів і їхати до Царгорода, побачивши це візантійці здалися.

### Помста княгині Ольги древлянам
У «Повісті временних літ» описано, як у далекому 946 році княгиня Ольга використала голубів у військовій справі. Після повстання древлян, війська Київської Русі під командуванням княгині Ольги оточили столицю древлян Іскоростень. Ольга для примирення наказала дати з кожного древлянського двору по три голуба та три горобця. Древляни швидко зібрали від двору по три голуби та по три горобця і послали їх до Ольги з поклоном. Ольга дала наказ роздати птахів війську і прив'язати до кожного птаха сухий трут. Коли почало сутеніти, запалили трути і відпустили птахів. І ті понесли вогонь до рідних гнізд. Загорілися голубники, клітини, сараї та сінники. І не можна було вгамувати пожежу — горіли всі двори відразу. Після цього війська Ольги легко взяли Іскоростень.

### Брюггська утреня
Зранку 17 травня 1302 року фламандські жителі Брюгге почали організоване повстання проти французького окупаційного гарнізону, дзвін сповістив про початок повстання, і воно відбулося дуже злагоджено і несподівано. Французький 3 тисячний окупаційний гарнізон добре підготовлений до звичайних  битв, нічого не зміг протиставити несподіваній запеклій атаці простих містян, опір гарнізону посеред міських будівель не мав успіху, бій завершився майже повним знищенням французького гарнізону.

### Московсько-кримська війна (1570—1572),Молодинська битва
Це сталося під час наступу війська кримських татар, підсиленого турецькими яничарами на Москву. Дізнавшись про похід, московське командування своєчасно зосередило біля переправ через Оку в районі Серпухова, 40—45-тисячну армію на чолі з М. І. Воротинським. Навесні було вжито необхідних заходів з організації розвідки та будівництва загороджувальних споруд. 26 липня військо Девлет-Ґерая вийшло до Оки та переправилося на інший берег. Після запеклого бою з частинами московських сил татарське військо рушило до Москви Серпуховською дорогою. 28 липня передовий полк московської армії наздогнав військо хана, атакував і розгромив кримський ар'єргард, внаслідок чого Девлет-Ґерай змушений був призупинити похід на Москву. 30 липня біля села Молоді  розгорнулась битва, у якій московське військо вдаваним відступом змусило татар потрапити під нищівний вогонь артилерії, зосередженої в гуляй-городі. Вирішальне значення у битві мав обхідний маневр Великого полку московської армії. В момент штурму головними силами татар гуляй-городу, Великий полк зайшов їм в тил, після чого почалась одночасна контратака московських військ з фронту та тилу, внаслідок якої противник зазнав важких втрат та кинувся втікати. У ході переслідування московські війська повністю знищили 2 татарські заслони. До Криму добрались тільки 5 тисяч осіб..

### Хмельниччина,Битва під Пилявцями
21-23 вересня 1648 року сталася велика битва під Пилявцями. Польське військо розташувалося в укріпленому таборі. Після стрімкої атаки Богдан Хмельницький навмисне розпочав відступ, прагнучи виманити супротивника з табору. Піддавшись на цю оману, поляки почали переслідування. Хмельницький заздалегідь виділеними та потайними полками завдав потужного удару у фланги бойового порядку поляків. Бій тривав до вечора і втративши велику кількість убитих, польське військо змушене було відступити. Богдан Хмельницький організував їхнє переслідування та невдовзі після цього, польське військо потрапило під удар із засідки значного загону Максим Кривоноса. Внаслідок цього удару та нападу з тилу польські війська були майже повністю знищені. Хмельницький захопив великий обоз, 80 гармат противника, його прапори та багато іншого майна.

### Хмельниччина,Битва під Вінницею
У 1651 році Іван Богун вів бої на Брацлавщині проти загонів Калиновського та Лянцкоронського. У боях під Вінницею в березні 1651 року Богун вперше найбільш широко проявив власні неабиякі здібності воєначальника. Залишивши частину свого війська у місті, Іван Богун з рештою вирушив на зустріч польському магнату Лянцкоронському з добірною шляхетською кіннотою. Після нетривалої сутички козаки в удаваній паніці почали відступати до укріпленого по той бік Південного Бугу монастиря, таким чином заманивши в ході бою коронну кінноту на Південний Буг, де крилаті гусари потрапили до завчасно підготованої пастки (козаки перед боєм прорубали в кризі ополонки, притрусивши їх сіном та прикрили снігом, щоб не було видно). Сам Лянцкоронський ледве врятувався від такої смерті.

### Радянсько-українська війна,Бій під Крутами
Під час бою під Крутами, добровольцями було розібрано частину залізничного покриття що вело на Київ, через це — попри те що фронт УНР було прорвано за один день, але внаслідок розібрання залізничного шляху, наступ більшовиків на Київ зупинився на 4 дні.

### Друга світова війна,Норвезька кампанія
Вермахт щоби захопити Норвегію пішов на хитрість — норвезькі військові та техніка були завантажені в цивільні судна, які в такій якості підпливли до найважливіших норвезьких портових міст, але в ніч з 9 на 10 квітня 1940 року судна несподівано висадили військовий десант який почав захоплювати норвезькі міста. До 11-ї години ранку німці вже захопили норвезькі міста Нарвік, Тронгейм і Берген. Серйозні бої точились за Осло, яке встигли залишити король Гокон VII з родиною, уряд і більшість парламенту, евакуювавшись до розташованого за 50 км Ельверума.

### Друга світова війна,Шифрувальники навахо
Шифрувальники навахо (навахо Diné Bizaad yee Nidaazbaa'ígíí) це група індіанців племені навахо, які в роки Другої світової війни працювали в американській армії радистами-шифрувальниками. Вони передавали донесення по рації та телефону рідною мовою. Брали участь у всіх основних операціях морської піхоти США в Тихому океані в 1942—1945
.

### Війна у В'єтнамі, Тетський наступ
Тетський наступ це операція, сил Північного В'єтнаму і В'єтконга проти військ США і Південного В'єтнама на півдні В'єтнаму в ході Війна у В'єтнамі. Була надзвичайно несподіваною і дуже масованою, наступ почався в свято Тет одне з найбільших свят В'єтнаму. Війська США і союзників були застигнуті зненацька. Незважаючи на великі втрати атакуючих першої хвилі близько 50-60 тисяч вбитих, тетський наступ завдав досить значних втрат військам США і союзників (більше 9 тисяч вбитих), що значною мірою сприяло появі пацифістських настроїв в США, що привело до виводу військ США з В'єтнаму. Зокрема Світ облетіли кадри на яких бійці В'єтміня намагалися захопити посольство США в Південному В'єтнамі..

### Війна Судного дня
Війна почалася з неочікуваної для ізраїльтян атаки єгипетських та сирійських військ під час єврейського свята Йом-Кіпур (Свято судного дня). Армії Єгипту і Сирії перетнули лінії припинення вогню на Синайському півострові та Голанських висотах і розпочали наступ в глиб території Ізраїлю. За рахунок несподіванки єгиптяни прорвали лінію оборони ізраїльтян лінію Лінію Бар-Лева на міцність якої ізраїльтяни покладали великі надії, єгипетські війська почали наступ в глиб Синаю, ізраїльські підрозділи відступали на схід Синаю. Але успішний початок не допоміг арабам виграти війну, за кілька днів Ізраїль провів мобілізацію і зібрався з силами. Після цього ізраїльські війська зупинили просування арабських військ, а потім почали повертати втрачені території.